# Frankeergeldigheid
Frankeergeldigheid van een postzegel betekent dat een opgeplakte postzegel wordt geaccepteerd als betaling voor de gevraagde postale dienst. Frankeergeldigheid is beperkt naar tijd en plaats (meestal alleen land), en soms naar de gevraagde postale dienst.
- Meestal is een postzegel geldig vanaf de uitgiftedatum tot de einddatum van geldigheid. Er zijn uitzonderingen: de Mulready couverts werden op 1 mei 1840 uitgegeven, maar konden pas vanaf 6 mei worden gebruikt, tegelijk met de eerste Engelse postzegels. De eerste emissie Nederland was vanaf 27 december 1851 te koop, maar deze postzegels konden pas met ingang van 1 januari 1852 worden gebruikt.
- Een postzegel is bestemd voor gebruik in een bepaald land. Dat kan veranderen. De Zwitserse kantonnale zegels waren vanaf 1 oktober 1849 geldig in heel Zwitserland.
- Sommige postzegels waren alleen geldig voor binnenlands gebruik. Bijvoorbeeld de Nederlandse TBC-zegels van 1906.
- Veel postzegels zijn of waren slechts bestemd voor een bepaalde postale dienst, zoals: luchtpost, bijzondere vluchten, pakketpost, aantekenrecht, enz. Ook dit kan veranderen: de eerste Nederlandse luchtpostzegel was in een veel te grote oplage gedrukt, zodat ze op een gegeven moment als gewone postzegels zijn weggeplakt.

Vaak vertegenwoordigt een postzegel een bepaalde waarde die er op staat, en kan men postzegels combineren om het tarief te voldoen. Het kan ook anders. Sommige postbedrijven, zoals onder andere het Nederlandse PostNL en het Belgische bpost, geven postzegels uit voor een bepaalde dienst, zoals het versturen van een brief tot een bepaald gewicht binnen een bepaald territorium zoals Nederland of België. Er staat dan een nummer op in plaats van een bedrag. Als het tarief stijgt blijft de postzegel geldig zonder bijplakken.
Zie ook: paquebot-stempel